# L'Humanité
L'Humanité, còn 
gọi Báo Nhân đạo hay Báo Nhân đạo Pháp ở Việt Nam, là một báo chí Pháp đại diện cho tư tưởng xã hội chủ nghĩa đến năm 1920, sau đó đại diện cho cộng sản chủ nghĩa — được thành lập hậu năm 1904 bởi lãnh tụ xã hội chủ nghĩa Jean Jaurès. Là cơ quan trung ương của Đảng Cộng sản Pháp từ năm 1920 đến năm 1994, báo vẫn rất tiếp cận với các bộ phận khác theo cánh tả. Đây là một trong những tờ báo được viện trợ nhiều nhất bởi Pháp quốc, khoảng một triệu euro mỗi năm và vào năm 2016 được quảng bá đề cung là tờ báo nhận được bổ trợ cao trong các báo được phân phối.